# Gian Alfonso Pacinotti
Pour les articles homonymes, voir Pacinotti.

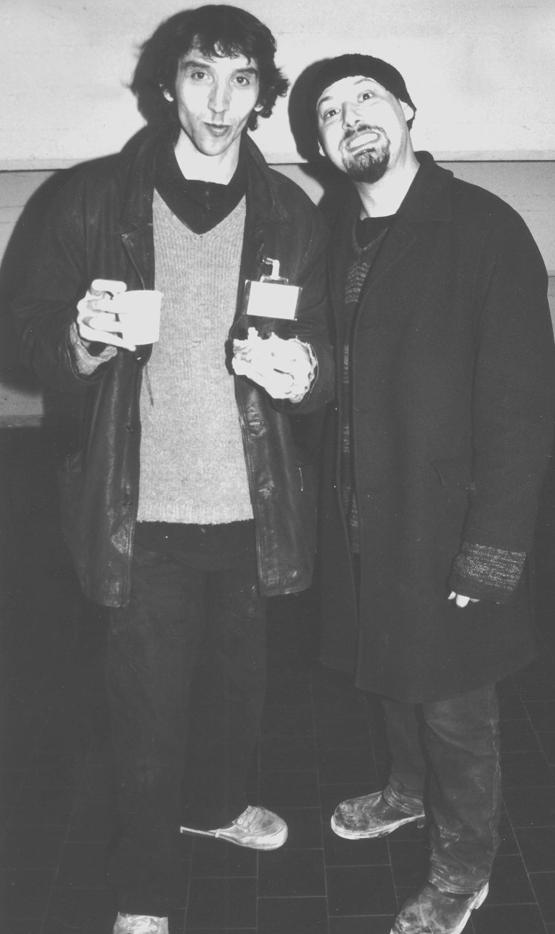
Gian Alfonso Pacinotti

Gian Alfonso Pacinotti, plus connu sous le nom de Gipi, né le 12 décembre 1963 à Pise, en Toscane, est un auteur de bande dessinée italien. 
Il se fait connaître en France en 2005 par la publication de quatre de ses albums dont Notes pour une histoire de guerre, qui remporte le prix du meilleur album au Festival d'Angoulême 2006. En 2017, La Terre des fils est unanimement salué et reçoit entre autres le Grand prix de la critique 2018.
Gipi est apprécié pour son sens de la narration et le dynamisme de son trait. Ses albums, souvent primés, rencontrent le succès non seulement en Italie et en France mais aussi en Allemagne, en Espagne et aux États-Unis.

## Biographie
Après une carrière dans la publicité, Gipi se lance réellement dans le dessin et ses premiers strips sont publiés dans la presse (Cuore, Il Clandestino, Boxer etc.) à partir de 1994. Il est aujourd'hui illustrateur pour le quotidien italien La Repubblica, où il a notamment illustré l'essai d'Alessandro Baricco, I barbari (2006, trad. Les Barbares, 2014) prépublié par le site du journal durant 2006.
Sa première publication éditée par Coconino Press en Italie fut Extérieur Nuit (en italien Esterno Notte), projet de courtes histoires pour lesquelles il n'espérait aucun succès. L'album a pourtant remporté plusieurs prix dont le prix Micheluzzi au festival Comicon de Naples en 2004 pour son dessin.
Par ailleurs, il s'intéresse également au cinéma avec la réalisation de quelques courts métrages et de deux longs métrages.
S'associant à Luigi Critone, Gipi scénarise Aldobrando, décrit comme un « conte initiatique »,. L'ouvrage fait partie de la sélection pour le grand prix de la critique 2021 et le fauve d'or du Festival d'Angoulême 2021.

## Publications en français
- Extérieur nuit (Esterno notte), éditions Vertige Graphic/Coconino Press, 2005
- Le Local (Questa è la stanza), Éditions Gallimard, collection Bayou, 2005
- Baci dalla provincia, série, éditions Vertige Graphic/Coconino Press, collection Ignatz
  1. Les Innocents (Gli innocenti), 2005
  2. Ils ont retrouvé la voiture (Hanno ritrovato la macchina), 2006

Réédité en intégrale sous le titre Bons baisers de la province, Futuropolis, 2014
- Notes pour une histoire de guerre (Appunti per una storia di guerra), éditions Actes Sud, 2005
- S. (S.), Vertige Graphic/Coconino Press, 2006
- Ma vie mal dessinée (LMVDM - La mia vita disegnata male), Futuropolis, 2009
- Vois comme ton ombre s'allonge (unastoria), Futuropolis, 2014
- La Terre des fils, Futuropolis, 2017
- Aldobrando, scénario, dessin de Luigi Critone, Casterman, 2020
- Moments extraordinaires sous faux applaudissements, Futuropolis, 2020  (ISBN 978-2-7548-3033-1)

## Filmographie

### Longs métrages
- 2011 : L'ultimo terrestre (it)
- 2012 : Smettere di fumare fumando (it)
- 2018 : Le Garçon le plus heureux au monde (it) (Il ragazzo più felice del mondo)

### Clips
- 2023 : Severodonetsk, Manuel Agnelli

## Prix et distinctions
- 2004 : Prix Micheluzzi du meilleur dessinateur italien pour Extérieur nuit
- 2005 :  Prix René Goscinny pour Notes pour une histoire de guerre[5]
- 2006 : 
  -  Prix du meilleur album au festival d'Angoulême pour Notes pour une histoire de guerre[6]
  - Prix Micheluzzi du meilleur dessin d'un livre de bande dessinée pour Le Local
  -  Prix Max et Moritz de la meilleure publication de bande dessinée importée pour Les Innocents
- 2010 : Prix Micheluzzi du meilleur récit court pour « Il Mondo moderno », dans Animals n°5
- 2017 : 
  -  Prix Ouest-France - Quai des Bulles pour La Terre des fils[7]
  -  Prix de la meilleure bande dessinée de science-fiction pour La Terre des fils[8]
  -  Grand Prix RTL de la bande dessinée pour La Terre des fils, paru aux éditions Futuropolis[9]
- 2018 : 
  -  Grand prix de la critique pour La Terre des fils[10],[11]
  -  Finaliste du Prix des libraires du Québec catégorie BD[12] hors Québec, pour La Terre des fils